# Emil Theodor Kocher
Emile Theodor Kocher (Burgdorf, Suïssa 1841 - Berna 1917) fou un cirurgià suís guardonat amb el Premi Nobel de Medicina o Fisiologia l'any 1909.

## Biografia
Va néixer el 25 d'agost de 1841 a la ciutat de Burgdorf, situada al cantó de Berna. Va estudiar medicina a les universitats de Berna, París, Berlín i Londres, obtenint el doctorat a Berna l'any 1865. El 1872 va succeir Georg Albert Lücke com a professor de cirurgia de la Universitat de Berna i director de la Clínica Universitària Quirúrgica de la mateixa ciutat, càrrecs que va ocupar fins al 1911.
L'any 1905 fou elegit president del Primer Congrés Internacional de Cirurgia. Va morir el 27 de juliol de 1917 a la ciutat de Berna.

## Recerca científica
La seva àrea d'estudi va comprendre molts camps, publicant treballs relatius a la glàndula tiroide, tractaments antisèptics, infeccions quirúrgiques, ferides de bala i osteomielitis aguda. Va descobrir un mètode per a reduir la luxació de l'espatlla i va introduir noves tècniques en les operacions d'hèrnia i càncer d'estómac. Va realitzar millores tècniques a nombrosos tipus d'operacions quirúrgiques del pulmó, el cervell, l'estómac i la vesícula biliar.
El 1878 va practicar amb èxit la primera extirpació del goll, l'augment de grandària de la glàndula tiroide per causes endocrines, operació que va tenir ocasió de repetir més de 2.000 vegades amb una mínima mortalitat postoperatòria. Ideà un mètode per a implantar el tiroides a la cavitat abdominal, amb el propòsit d'evitar els efectes funestos de la tiroïdectomia (resecció quirúrgica) total. El 1912 va preparar un compost esterilitzat que, injectat, augmentava la coagulació de la sang i servia per a prevenir i tractar hemorràgies internes. Els seus èxits en el camp de la cirurgia van ser deguts en bona part per la millora de l'instrumental i per la utilització sistemàtica de l'asèpsia, i a ell se li déu la invenció de les pinces hemostàtiques de grapes que duen el seu nom i d'altres eines especialitzades que encara utilitzen els cirurgians.
L'any 1909 fou guardonat amb el Premi Nobel de Medicina o Fisiologia pels seus treballs sobre fisiologia, patologia i cirurgia de la glàndula tiroide.